# Заберезье (Ленинградская область)
Заберезье — деревня в Выскатском сельском поселении Сланцевского района Ленинградской области.

## История
Деревня Заберезье упоминается на карте Санкт-Петербургской губернии Ф. Ф. Шуберта 1834 года.

ЗАБЕРЕЗЬЕ — деревня принадлежит госпоже Лихардовой, число жителей по ревизии: 54 м. п., 44 ж. п. (1838 год)

Как деревня Заберезье она отмечена на карте профессора С. С. Куторги 1852 года.

ЗАБЕРЕЗЬЯ — деревня госпожи Лихардовой, по просёлочной дороге, число дворов — 13, число душ — 57 м. п. (1856 год)

ЗАБЕРЕЗЬЕ — деревня владельческая при речке Стреженке, число дворов — 14, число жителей: 61 м. п., 67 ж. п.; Часовня православная. (1862 год) 

Сборник Центрального статистического комитета описывал её так:

ЗАБЕРЕЗЬЯ — деревня бывшая владельческая при речке Кушолке, дворов — 15, жителей — 90; часовня, гончарный завод. (1885 год)

В XIX — начале XX века деревня административно относилась к Выскатской волости 1-го земского участка 1-го стана Гдовского уезда Санкт-Петербургской губернии.
Согласно Памятной книжке Санкт-Петербургской губернии 1905 года деревня входила в Патреевское сельское общество.

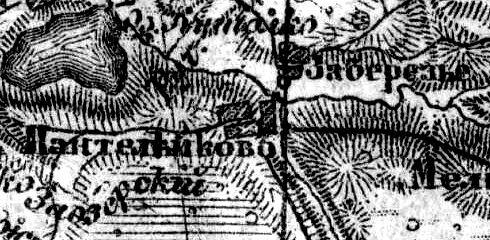
Деревня Заберезье на карте 1919 года

По данным 1933 года деревня Заберезье входила в состав Савиновщинского сельсовета Рудненского района.
По состоянию на 1 августа 1965 года деревня Заберезье входила в состав Выскатского сельсовета Кингисеппского района.
По данным 1973 и 1990 годов деревня Заберезье входила в состав Выскатского сельсовета Сланцевского района.
В 1997 году в деревне Заберезье Выскатской волости проживали 5 человек, в 2002 году — 2 человека (все русские).
В 2007 году в деревне Заберезье Выскатского СП проживали 2, в 2010 году — 6, в 2011 году — 1, в 2012 и 2013 годах — 5, в 2014 году — 6 человек.

## География
Деревня расположена в южной части района на автодороге 41К-188 (Гостицы — Большая Пустомержа) в месте примыкания к ней автодороги 41К-806 (Заберезье — Пантелейково).
Расстояние до административного центра поселения — 9 км.
Расстояние до ближайшей железнодорожной платформы Сланцы — 30 км.
К югу от деревни протекает Грязный ручей.

## Демография
| 1862 | 2007 | 2010 | 2017 |
| ---- | ---- | ---- | ---- |
| 128  | ↘2   | ↗6   | ↘1   |

## Инфраструктура
На 2014 год в деревне было зарегистрировано три домохозяйства.